# Acroglochin persicarioides
Acroglochin persicarioides är en amarantväxtart som först beskrevs av Jean Louis Marie Poiret, och fick sitt nu gällande namn av Horace Bénédict Alfred Moquin-Tandon. Acroglochin persicarioides ingår i släktet Acroglochin och familjen amarantväxter. Inga underarter finns listade i Catalogue of Life.